# Слотсхольмен
Слотсхольмен (дат. Slotsholmen) — историческое сердце Копенгагена, небольшой остров площадью 21 гектар, где традиционно располагались органы государственного управления.

## История
В 1167 году на острове епископом Абсалоном был построен первый замок, давший начало столице Дании. Впоследствии на том же месте был построен Копенгагенский замок.

## Достопримечательности
Сейчас на острове находятся:
- дворец Кристиансборг (место заседания датского парламента);
- биржа Бёрсен (1619—1640), архитекторы Л. и Х. Стенвинкель);
- Музей Торвальдсена (1839—1848), архитектор М. Г. Биннесбёль);
- Датская королевская библиотека;
- церковь;
- Датские национальные архивы и другие учреждения.